# Saut en hauteur féminin aux championnats du monde d'athlétisme 2013
Navigation
Daegu 2011 Pékin 2015
L'épreuve de saut en hauteur féminin des championnats du monde d'athlétisme de 2013 s'est déroulée les 15 et 17 août de cette année-là, dans le stade olympique Loujniki de Moscou (Russie), remportée par l’Américaine Brigetta Barrett (photo ci-contre) après disqualification de la Russe Svetlana Shkolina d'abord vainqueure (photo in fine).

## Records et performances

### Records
Les records du saut en hauteur femmes (mondial, des championnats et par continent) étaient les suivants avant ces championnats.  
| Record                    | Athlète                               | Pays           | Résultat | Lieu                                   | Date                            |
| ------------------------- | ------------------------------------- | -------------- | -------- | -------------------------------------- | ------------------------------- |
| Record du monde           | Stefka Kostadinova                    | Bulgarie       | 2,09 m   | Rome, Italie                           | 30 août 1987                    |
| Record des championnats   | Stefka Kostadinova                    | Bulgarie       | 2,09 m   | Rome, Italie                           | 30 août 1987                    |
| Record d'Afrique          | Hestrie Cloete                        | Afrique du Sud | 2,06 m   | Paris, France                          | 31 août 2003                    |
| Record d'Asie             | Marina Aitova                         | Kazakhstan     | 1,99 m   | Athènes, Grèce                         | 13 juillet 2009                 |
| Record d'Amérique du Nord | Chaunte Lowe                          | États-Unis     | 2,05 m   | Des Moines                             | 26 juin 2010                    |
| Record d'Amérique du Sud  | Solange Witteveen                     | Argentine      | 1,96 m   | Oristano, Italie                       | 8 septembre 1997                |
| Record d'Europe           | Stefka Kostadinova                    | Bulgarie       | 2,09 m   | Rome, Italie                           | 30 août 1987                    |
| Record d'Océanie          | Vanessa Browne-Ward Alison Inverarity | Australie      | 1,98 m   | Perth, Australie Ingolstadt, Allemagne | 12 février 1989 17 juillet 1994 |

### Meilleures performances de l'année 2013
Les dix athlètes les plus performants de l'année sont les suivants avant ces championnats (au 27 juillet 2013).
|    | Athlète           | Pays       | Résultat | Lieu       | Date            |
| -- | ----------------- | ---------- | -------- | ---------- | --------------- |
| 1  | Brigetta Barrett  | États-Unis | 2,04 m   | Des Moines | 22 juin 2013    |
| 2  | Anna Chicherova   | Russie     | 2,02 m   | Pékin      | 21 mai 2013     |
| 3  | Blanka Vlašić     | Croatie    | 2,00 m   | Bühl       | 21 juin 2013    |
| 4  | Kamila Stepaniuk  | Pologne    | 1,99 m   | Opole      | 9 juin 2013     |
| 5  | Svetlana Shkolina | Russie     | 1,98 m   | Rome       | 6 juin 2013     |
| 5  | Maria Kuchina     | Russie     | 1,98 m   | Gateshead  | 23 juin 2013    |
| 5  | Alessia Trost     | Italie     | 1,98 m   | Tampere    | 13 juillet 2013 |
| 8  | Irina Gordeyeva   | Russie     | 1,97 m   | Moscou     | 24 juillet 2013 |
| 9  | Ana Šimić         | Croatie    | 1,96 m   | Birmingham | 10 juillet 2013 |
| 10 | Ruth Beitia       | Espagne    | 1,95 m   | Des Moines | 27 avril 2013   |

## Médaillées
| Or               | Argent                      | Bronze                                    |
| Brigetta Barrett | Anna Chicherova Ruth Beitia | Emma Green Tregaro ? Justyna Kasprzycka ? |

## Résultats

### Finale

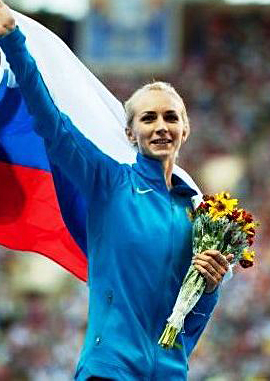
Svetlana Shkolina,
fêtant sa victoire lors d'un tour d'honneur
avant sa disqualification pour dopage.

| Rang              | Athlète                    | Pays         | Essais | Essais | Essais | Essais | Essais | Essais | Marque | Notes |
| Rang              | Athlète                    | Pays         | 1,89m  | 1,93m  | 1,97m  | 2,00m  | 2,03m  | 2,05m  | Marque | Notes |
| ----------------- | -------------------------- | ------------ | ------ | ------ | ------ | ------ | ------ | ------ | ------ | ----- |
| Médaille d'or     | Brigetta Barrett           | États-Unis   | o      | o      | o      | o      | 3x     |        | 2,00 m |       |
| Médaille d'argent | Anna Chicherova            | Russie       | o      | o      | o      | 3x     |        |        | 1,97 m |       |
| Médaille d'argent | Ruth Beitia                | Espagne      | o      | o      | o      | 3x     |        |        | 1,97 m | SB    |
| ?                 | Emma Green Tregaro         | Suède        | o      | xo     | xo     | 3x     |        |        | 1,97 m | SB    |
| ?                 | Justyna Kasprzycka         | Pologne      | o      | o      | xxo    | 3x     |        |        | 1,97 m | PB    |
| 4 ?               | Kamila Stepaniuk           | Pologne      | o      | o      | 3x     |        |        |        | 1,93 m |       |
| 4 ?               | Alessia Trost              | Italie       | o      | o      | 3x     |        |        |        | 1,93 m |       |
| 6 ?               | Irina Gordeeva             | Russie       | o      | xo     | 3x     |        |        |        | 1,93 m |       |
| 6 ?               | Zheng Xingjuan             | Chine        | o      | xo     | 3x     |        |        |        | 1,93 m | SB    |
| 8 ?               | Levern Spencer             | Sainte-Lucie | o      | 3x     |        |        |        |        | 1,89 m |       |
| 9 ?               | Airiné Palsyté             | Lituanie     | xo     | 3x     |        |        |        |        | 1,89 m |       |
| 10 ?              | Marie-Laurence Jungfleisch | Allemagne    | 3x     |        |        |        |        |        | NM     |       |
| ex-1re            | Svetlana Shkolina          | Russie       | o      | xo     | o      | o      | o      | xx-    | dopée  | DQ    |

### Qualifications
À au moins 1,95 m (Q) ou dans les 12 meilleurs sauts (q).
| Rang | Athlète                    | Nationalité  | 1,77 m | 1,83 m | 1,88 m | 1,92 m | Résultat | Notes |
| ---- | -------------------------- | ------------ | ------ | ------ | ------ | ------ | -------- | ----- |
| 1    | Airinė Palšytė             | Lituanie     | o      | o      | o      | o      | 1,92 m   | q     |
| 1    | Alessia Trost              | Italie       | o      | o      | o      | o      | 1,92 m   | q     |
| 1    | Anna Chicherova            | Russie       | -      | -      | o      | o      | 1,92 m   | q     |
| 1    | Emma Green-Tregaro         | Suède        | -      | -      | o      | o      | 1,92 m   | q     |
| 1    | Irina Gordeeva             | Russie       | o      | o      | o      | o      | 1,92 m   | q     |
| 1    | Ruth Beitia                | Espagne      | -      | o      | o      | o      | 1,92 m   | q     |
| 1    | Svetlana Shkolina          | Russie       | -      | -      | o      | o      | 1,92 m   | q     |
| 8    | Brigetta Barrett           | États-Unis   | -      | xxo    | o      | o      | 1,92 m   | q     |
| 8    | Zheng Xingjuan             | Chine        | -      | o      | xxo    | o      | 1,92 m   | q, SB |
| 10   | Kamila Stepaniuk           | Pologne      | o      | o      | xo     | xo     | 1,92 m   | q     |
| 11   | Justyna Kasprzycka         | Pologne      | o      | o      | o      | xxo    | 1,92 m   | q     |
| 11   | Levern Spencer             | Sainte-Lucie | -      | o      | o      | xxo    | 1,92 m   | q     |
| 11   | Marie-Laurence Jungfleisch | Allemagne    | o      | o      | o      | xxo    | 1,92 m   | q     |
| 14   | Nadiya Dusanova            | Ouzbékistan  | o      | o      | o      | 3x     | 1,88 m   |       |
| 15   | Oksana Okuneva             | Ukraine      | o      | xo     | o      | 3x     | 1,88 m   |       |
| 16   | Anna Iljuštšenko           | Estonie      | -      | o      | xo     | 3x     | 1,88 m   |       |
| 16   | Maayan Furman-Shahaf       | Israël       | o      | o      | xo     | 3x     | 1,88 m   |       |
| 18   | Inika McPherson            | États-Unis   | -      | xxo    | xo     | 3x     | 1,88 m   |       |
| 19   | Ana Šimić                  | Croatie      | xo     | xo     | xxo    | 3x     | 1,88 m   |       |
| 20   | Adonía Steryíou            | Grèce        | o      | o      | 3x     |        | 1,83 m   |       |
| 20   | Barbara Szabó              | Hongrie      | o      | o      | 3x     |        | 1,83 m   |       |
| 20   | Burcu Ayhan                | Turquie      | o      | o      | 3x     |        | 1,83 m   |       |
| 20   | Yelena Slesarenko          | Russie       | o      | o      | 3x     |        | 1,83 m   |       |
| 24   | Jeanelle Scheper           | Sainte-Lucie | xo     | o      | 3x     |        | 1,83 m   |       |
| 25   | Marina Aitova              | Kazakhstan   | o      | xo     | 3x     |        | 1,83 m   |       |
| 26   | Mirela Demireva            | Bulgarie     | o      | xxo    | 3x     |        | 1,83 m   |       |
| 27   | Miyuki Fukumoto            | Japon        | o      | 3x     |        |        | 1,77 m   |       |

## Légende
- Hauteur de sauts atteinte (en mètres) :
  - o : dès le 1er essai
  - xo : au 2e essai
  - xxo : au 3e essai
- 3 x : hauteur non atteinte au terme de 3 essais au maximum

Records et Performances
- AR : Record continental (area record)
- CR : Record des championnats (championship record)
- MR : Record du meeting (meet record)
- NR : Record national (national record)
- OR : Record olympique (olympic record)
- PR : Record paralympique (paralympic record)
- PB : Record personnel (personal best)
- SB : Meilleure performance personnelle de la saison (season's best)
- WL : Meilleure performance mondiale de l'année (world leader)
- WJR : Record du monde junior (world junior record)
- WR : Record du monde (world record)

Circonstances et Conditions
- DNF : N'a pas terminé (did not finish)
- DNS : N'a pas pris le départ (did not start)
- DQ : Disqualification (disqualification)
- NM : Aucun essai valable enregistré (No Mark)
- Q : Qualifié « directement » au prochain tour (ou à la prochaine compétition), lors d'une compétition majeure, grâce au classement ou à la réalisation des minima (automatic qualifier)
- q : Qualifié au prochain tour (ou à la prochaine compétition), lors d'une compétition majeure, grâce au repêchage ou à la réalisation de l'une des meilleures performances parmi celles des « non qualifiés directement » (grâce au meilleur temps ou à la meilleure distance par exemple) (secondary qualifier)

- NM : non mesuré (not measured) ?

## Note de référence
1. ↑  « Saut en hauteur femmes - Meilleures performances de l'année 2013 », sur www.iaaf.org, IAAF (consulté le 27 juillet 2013).